# Shell-Haus
Shell-Haus je funkcionalisitcká kancelářská budova, která se nachází v německém hlavním městě Berlíně, v blízkosti kanálu Landwehr Canal a lokalitě Tiergarten. Jejím architektem byl Emil Fahrenkamp a původně byla postavena pro dceřinou společnost firmy Royal Dutch Shell, Rhenania-Ossag. Adresa budovy je Reichpietschufer 60, Berlin.

## Historie
Soutěž na výstavbu nové kancelářské budovy byla vypsána v roce 1929. Účastnilo se jí pět architektu, z nichž vítězným byl návrh německého architekta a profesora Fahrenkampa. Nedlouho po soutěži byly zahájeny stavební práce, které probíhaly až do roku 1932. Stavba byla nápadná především vlnitě členěnou fasádou s proměnlivým počtem pater (od pěti až po devět). Ač byla fasáda stavby funkcionalisticky strohá, nápadné bylo její obložení travertinem. Stavba sestává ze čtyř křídel, která jsou rozmístěna okolo hlavního atria. 
Ve své době se jednalo o jednu z prvních výškových budov s ocelovým skeletem, které vznikly na území německé metropole. Patří k nápadným příkladům architektury v dobách Výmarské republiky a jedním z hlavních prací architekta Emila Fahrenkampa. 
Během druhé světové války sloužila budova jako velitelství německého námořnictva, v suterénu byla umístěna improvizovaná nemocnice. V závěru války, kdy byl Berlín bombardován a ostřelován byla sice poškozena, patřila však mezi několik z mála staveb, která se pod vlivem bojů nezřítila. V roce 1946 byla opravena a stala se sídlem společnosti BEWAG. 
Od roku 1958 je stavba kulturní památkou. V polovině 60. let byla rozšířena o další dva bloky, které vyprojektoval architekt Paul Baumgarten. Poslední rekonstrukce objektu se uskutečnila v roce 1997.